# Lijst van trainers van Portland Timbers
Deze lijst omvat de voetbalcoaches die de Amerikaanse club Portland Timbers hebben getraind vanaf 2011 tot op heden.
| Seizoen | Trainer(s)                               | Prijzen                | Bijzonderheden |
| ------- | ---------------------------------------- | ---------------------- | -------------- |
| 2025    | Phil Neville                             |                        | 0              |
| 2024    | Phil Neville                             |                        | 0              |
| 2023    | Miles Joseph (interim)                   |                        | 0              |
| 2023    | Giovanni Savarese (tot 21 augustus 2023) |                        | 0              |
| 2022    | Giovanni Savarese (tot 21 augustus 2023) |                        | 0              |
| 2021    | Giovanni Savarese (tot 21 augustus 2023) |                        | 0              |
| 2020    | Giovanni Savarese (tot 21 augustus 2023) | MLS is Back Tournament | 0              |
| 2019    | Giovanni Savarese (tot 21 augustus 2023) |                        | 0              |
| 2018    | Giovanni Savarese (tot 21 augustus 2023) |                        | 0              |
| 2017    | Caleb Porter                             |                        | 0              |
| 2016    | Caleb Porter                             |                        | 0              |
| 2015    | Caleb Porter                             | US Open Cup            | 0              |
| 2014    | Caleb Porter                             |                        | 0              |
| 2013    | Caleb Porter                             |                        | 0              |
| 2012    | Gavin Wilkinson (interim)                |                        | 0              |
| 2012    | John Spencer (tot 9 juli 2012)           |                        | 0              |
| 2011    | John Spencer (tot 9 juli 2012)           | MLS Fair Play Award    | 0              |